# NGC 6045
NGC 6045 est une vaste et lointaine galaxie spirale barrée située dans la constellation d'Hercule. NGC 6045 a été découverte par l'astronome américain Lewis Swift en 1886.

## Description
Sa vitesse par rapport au fond diffus cosmologique est de 10 095 ± 7 km/s, ce qui correspond à une distance de Hubble de 148,9 ± 10,4 Mpc (∼486 millions d'al).
Les galaxies NGC 6045 et PGC 84720 figurent dans l'atlas des galaxies particulières d'Halton Arp sous la cote Arp 71.
La classe de luminosité de NGC 6045 est III et elle présente une large raie HI. Selon la base de données Simbad, NGC 6045 est une galaxie LINER, c'est-à-dire une galaxie dont le noyau présente un spectre d'émission caractérisé par de larges raies d'atomes faiblement ionisés.
À ce jour, six mesures non basées sur le décalage vers le rouge (redshift) donnent une distance de 142,500 ± 7,714 Mpc (∼465 millions d'al), ce qui est à l'intérieur des valeurs de la distance de Hubble.
NGC 6045 fait partie du superamas d'Hercule. Steinicke utilise la désignation DRCG 34-... pour plusieurs galaxies du superamas d'Hercule. Cette désignation indique que ces galaxies figurent au catalogue des amas galactiques d'Alan Dressler. Le nombre 34 correspond au 34e amas du catalogue, soit Abell 2151, et les chiffres suivant 34 et le tiret indiquent le rang de la galaxie dans la liste.
Pour NGC 6045 la base de données NASA/IPAC utilisent les désignations suivantes : 
- ABELL 2151:[D80] 082  pour le catalogue de Dressler ;
- ABELL 2151:[BO85] 005 pour l'article de Butcher et Oemler[10] ;
- ABELL 2151:[MGT95] 076 pour l'article Maccagni, Garilli et Tarenghi[11].

## Galaxie compagnon?
La galaxie PGC 84720, souvent désignée comme NGC 6045B,, fait partie d'Abell 2151, soit l'amas d'Hercule qui est un des amas du superamas d'Hercule. La distance de Hubble de cette galaxie est de 139,0 ± 9,7 Mpc (∼453 millions d'al). PGC 84720 est donc peut-être assez éloigné de NGC 6045 et il se pourrait que ces deux galaxies ne forment pas une paire physique de galaxies en interaction.